# La famiglia Passaguai
La famiglia Passaguai és una pel·lícula italiana de comèdia del 1951 dirigida per Aldo Fabrizi. El guió es basa en la novel·la "La Cabina 124" d'Anton Germano Rossi. És la primera pel·lícula de la trilogia Passaguai amb les pel·lícules La famiglia Passaguai fa fortuna del 1952 i Papà diventa mamma del 1952.

## Sinopsi
Quan el cavaller Peppe Valenzi, conegut com Passaguai, decideix aprofitar un descompte d’empresa per portar la seva dona i els seus fills a passar un diumenge vora el mar a Fiumicino, comença una sèrie de problemes per a tothom, en forma de malson còmic.

## Repartiment
- Aldo Fabrizi - Cav. Peppe Passaguai
- Ave Ninchi - Margherita, esposa de Peppe
- Peppino De Filippo - Rag. Mazza, col·lega de Peppe
- Tino Scotti - Comm. Villetti, director d'oficina de Peppe
- Nyta Dover - Marisa, secretària
- Giovanna Ralli - Marcella, filla gran dels Passaguai
- Carlo Delle Piane - Gino (dit Pecorino), fill segon dels Passaguai
- Giancarlo Zarfati - Gnappetta, fill petit dels Passaguai
- Luigi Pavese - Alberto
- Jole Silvani - Jole
- Pietro De Vico - Enamorat de Marcella
- Alberto Sorrentino

## El guió
La famiglia Passaguai es diferencia significativament de la típica Commedia all'italiana dels anys cinquanta i seixanta; el macchiettisme que es troba a la base de les nombroses comèdies lleugeres de l’època, tot dirigit a resumir els defectes de l’italià mitjà, des de la pobresa fins al boom, dels quals Alberto Sordi va ser i continua sent el millor intèrpret, de la família Passaguai, encara que actualment, es despulla de les seves característiques cíniques i es porta fins a tal punt que els personatges representats aquí perden qualsevol vincle de reconeixement, esdevenint, de fet, més semblants als dibuixos animats que a les persones, descarrilant al slapstick.

## Recepció
L’èxit de públic en aquella època va ser realment gran, la pel·lícula va romandre als cinemes durant molts mesos, de fet encara va ser als cinemes italians quan es va programar l'estrena de la segona pel·lícula de la Trilogia (La famiglia Passaguai fa fortuna) el 20 de febrer de 1952 a Cinema Fiamma a Terni. Les tres pel·lícules del 1952 i del 1953 van ingressar molt, ben distribuïdes per Rank Film que les va estrenar, degudament doblades, als països d’Amèrica del Sud, el nord d’Àfrica i Europa, augmentant l’èxit internacional. La trilogia, incloses les primes estatals i els drets d’explotació, havia recollit uns quants centenars de milions de lires, mentre que els ingressos bruts semblaven ascendir, en total, a aproximadament mil milions en comparació de les despeses de les tres produccions que segons els càlculs aproximats no superaven els cent milions. En definitiva, un gra nèxit.
El 2008 la pel·lícula fou inclosa a la llista dels 100 film italiani da salvare.